# Rue Gagarinskaïa

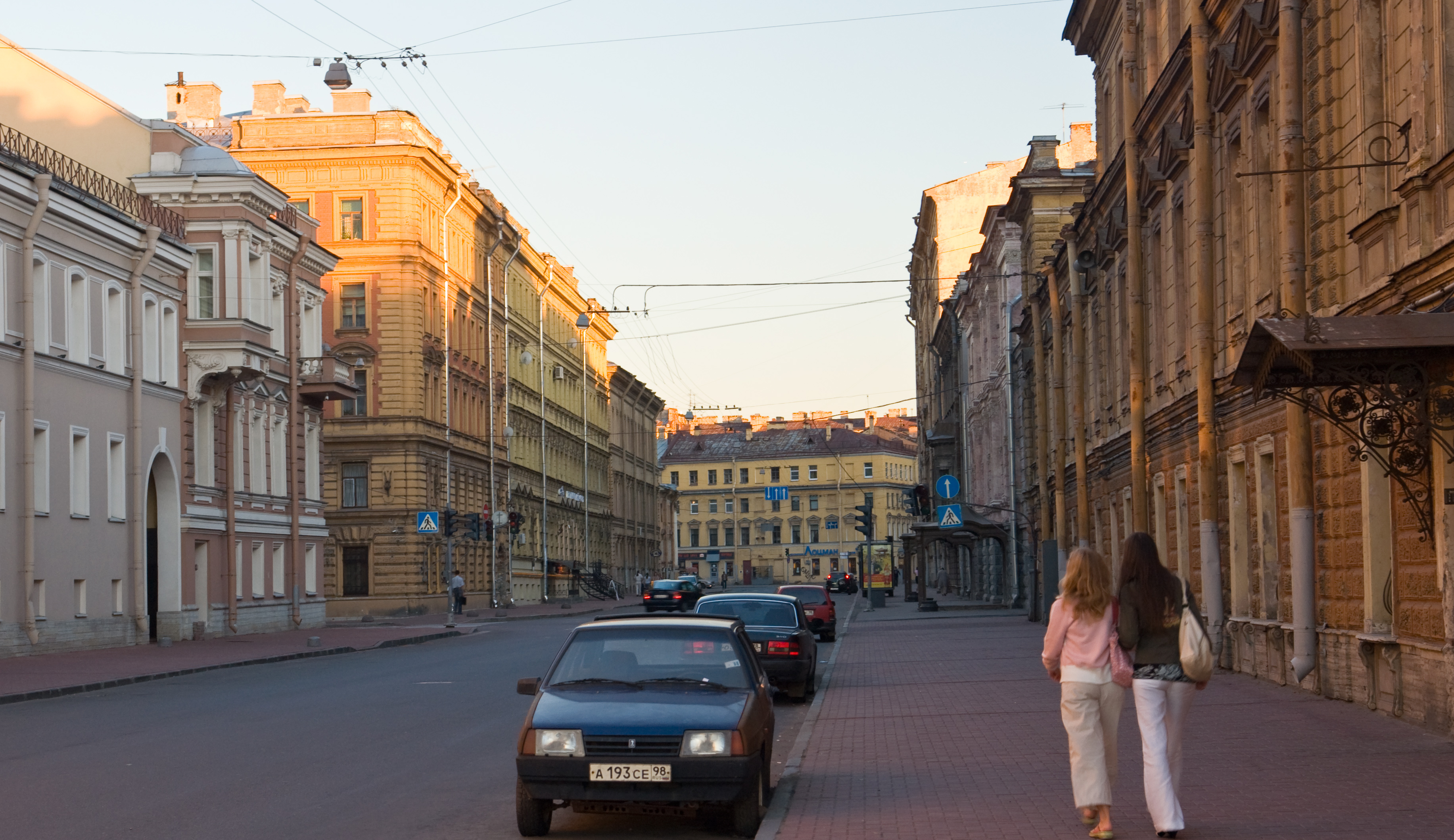
Vue du début de la rue Gagarine à partir du quai Koutouzov. On remarque la rue Tchaïkovski au fond

La rue Gagarinskaïa ou rue Gagarine (en russe : Гагаринская улица) est une rue du centre historique de la ville de Saint-Pétersbourg.

## Situation et accès
Située dans le quartier central (Tsentralny raïon), elle s’étend sur 720 mètres de long, en démarrant quai Koutouzov (début de la numérotation) et se terminant rue Pestel.
Elle traverse la rue Chpalernaïa, puis la rue Tchaïkovski, la rue de l’armurier Fiodorov, la rue Gangut et se termine rue Pestel. 
La rue Gagarine est desservie par la station de métro Tchernychevskaïa.

## Origine du nom
Elle doit son nom au quai Gagarine (en référence à la famille princière Gagarine) qui était l’ancien nom du quai Koutouzov, où débute la rue.

## Historique
Cette rue a été percée au début du XIXe siècle, se dénomma « rue Fourmanov » de 1952 à 1998.

## Bâtiments remarquables et lieux de mémoire

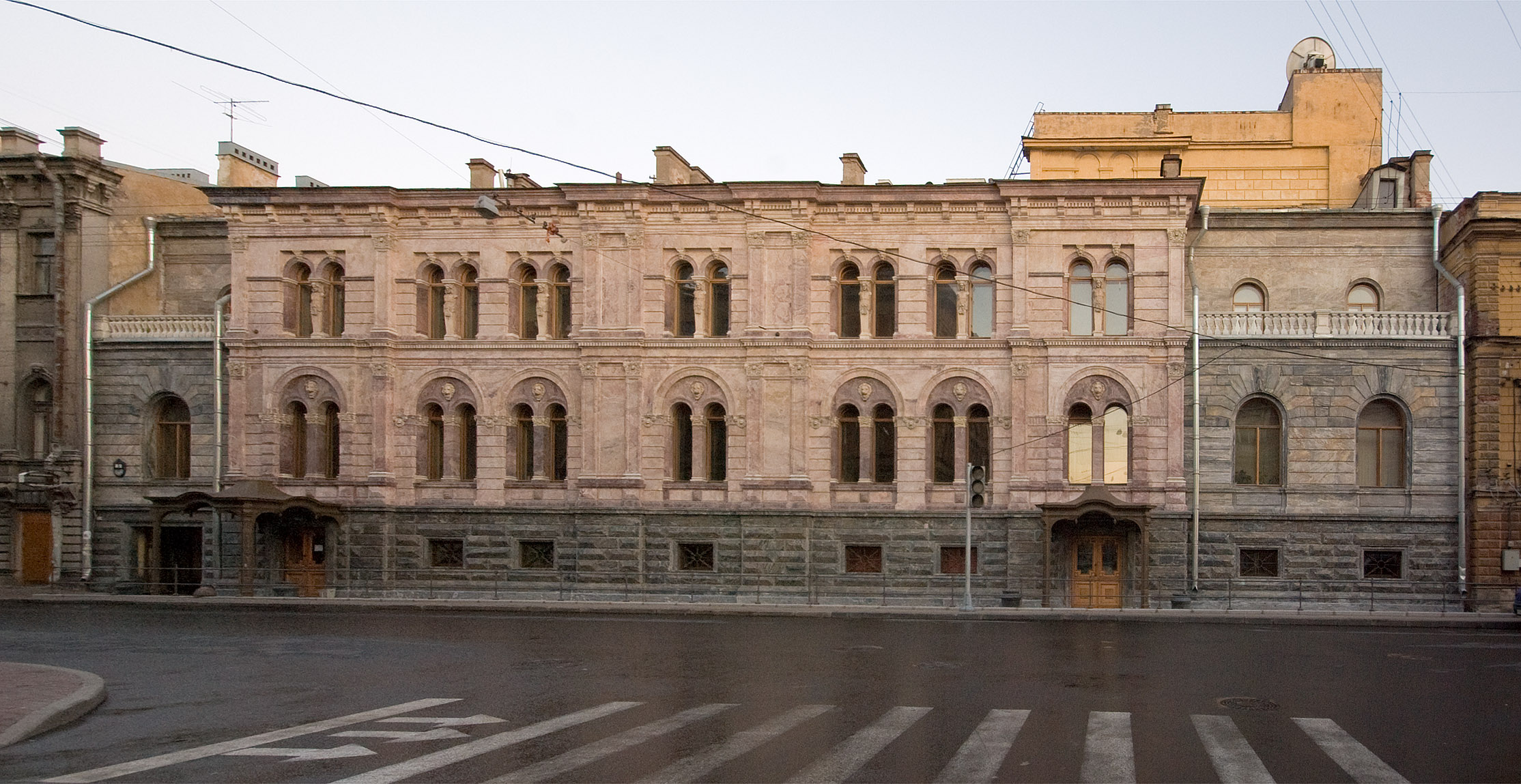
Façade de l’hôtel particulier Dolgorouki

- N° 3 ancien hôtel particulier de la famille Dolgorouki, aujourd’hui Université européenne, construit en style néorenaissance florentin